# Баюс, Ян
Ян Баюс (словац. Ján Bajus; 10 февраля 1916, Тарнов — 26 октября 1944, Банска-Бистрица) — словацкий партизан Второй мировой войны.

## Биография
Родился 10 февраля 1916 в Тарнове (ныне Прешовский край, Словакия). До Второй мировой войны работал в полиции. В партизанском движении с 1944 года. После начала Словацкого национального восстания примкнул в партизанам и вошёл в командование 1-й чехословацкой армии. Работал изначально водителем-связистом, потом стал деятелем службы безопасности.
26 октября 1944 в Банске-Бистрице погиб при исполнении обязанностей, сражаясь против немецких солдат. После войны посмертно произведён в прапорщики и награждён Орденом Словацкого национального восстания 1 степени.